# Viterbe, Tarn

Viterbe este o comună în departamentul Tarn din sudul Franței. În 2009 avea o populație de 354 de locuitori.

## Evoluția populației
| An        | 1975 | 1982 | 1990 | 1999 | 2006 | 2009 |
| --------- | ---- | ---- | ---- | ---- | ---- | ---- |
| Populație | 258  | 223  | 234  | 254  | 330  | 354  |